# Izermanstraat
De Izermanstraat is een straat in Bredevoort. De straat begint als aftakking van de Kruittorenstraat en loopt dan in zuidelijke richting naar de Pater Jan de Vriesstraat. De straat kent een aftakking aan de Hozenstraat daarnaast twee doodlopende aftakkingen.

## Geschiedenis
Vroeger lag hier het bastion Onversaegt half op de plek waar nu de kleuterschool staat en half op het voetbalveld van SV Bredevoort waar vroeger de gracht liep. Dit bastion werd door de Bredevoorters zelf Den Izerman genoemd. Onbekend is waar deze naam vandaan komt. Voor 1922 werd dit bastion geslecht, tien jaar later werd de gracht gedempt. Wat is gebleven is de naam Izerman (ijzeren man) en de straat die deze naam draagt.
Vroeger werd een stuk straat, nu onderdeel van 't Zand (voor de nrs. 14, 15 en 17), de IJzermansche weg genoemd. Dit stuk liep dus richting het bastion Onversaegt. 
Ambthuiswal · Ambtshof · Bastionstraat · Bleekwal · Boterstraat · Frederik Hendrikstraat · Ganzenmarkt · Gasthuisstraat · Hozenstraat · Izermanstraat · Kerkstraat · Kleine Gracht · Kloosterdijk · Koppelstraat · Kruittorenstraat · Landstraat · Markt · Muizenstraat · Officierstraat · Pater Jan de Vriesstraat ·  Prins Mauritsstraat · Prinsenstraat · Roelvinkstraat · Stadsbroek · Stationsweg · Vismarkt · 't Walletje · 't Zand